# Sphaenothecus maccartyi
Sphaenothecus maccartyi är en skalbaggsart som beskrevs av Chemsak och Noguera 1998. Sphaenothecus maccartyi ingår i släktet Sphaenothecus och familjen långhorningar. Inga underarter finns listade i Catalogue of Life.